# Aleksandr Ovečkin
Aleksandr Michajlovič Ovečkin (in russo Александр Михайлович Овечкин?; trasl. angl. Alexander Mikhaylovich Ovechkin; Mosca, 17 settembre 1985) è un hockeista su ghiaccio russo che gioca come ala sinistra per i Washington Capitals, squadra della National Hockey League di cui è il capitano.
Prima di giocare in NHL Ovečkin giocò per la Dinamo Mosca nella Superliga dal 2001 al 2005. Ovečkin fu selezionato in prima posizione assoluta nell'NHL Entry Draft 2004, dopo aver già militato per tre anni nella Dinamo. A causa del lockout che portò alla cancellazione della stagione 2004-05 il giocatore rimase in Russia, per poi esordire in Nordamerica nella stagione 2005-06 conquistando il Calder Memorial Trophy come rookie dell'anno, grazie alle 52 reti e ai 54 assist per un totale di 106 punti, miglior risultato fra i giocatori all'esordio quell'anno.
Nella stagione 2007-08 guidò la NHL con 65 gol e 112 punti totali, vincendo il Maurice Richard e l'Art Ross Trophy. Vinse inoltre il Lester B. Pearson Award come miglior giocatore eletto dai membri della NHLPA e nell'Hart Memorial Trophy come MVP della lega. Fu il primo giocatore a vincere nello stesso anno i quattro trofei fin dalla creazione del Rocket Richard Trophy nel 1999. Nello stesso anno guidò la Russia alla vittoria del campionato mondiale, titolo vinto anche nel 2012 e nel 2014. Nel 2009 vinse nuovamente l'Hart Memorial Trophy, il Lester B. Pearson Award ed il Rocket Richard Trophy. Vinse il Ted Lindsay Award, nuova denominazione del Pearson Award, per la terza volta nel 2010, ricevendo inoltre per il quinto anno consecutivo la nomination per l'NHL First All-Star Team. Nel 2013 conquistò per la terza volta sia il Rocket Richard Trophy che l'Hart Memorial.

## Caratteristiche tecniche
Attaccante possente e forte fisicamente, veloce, con l'ottimo fiuto del goal, Aleksandr Ovečkin è considerato uno dei più forti attaccanti della sua generazione e di tutti i tempi. Il tiro potente e preciso, il one-timer, la velocità, le ottime capacità tecniche, la determinazione, l'aggressività e l'attitudine al gioco fisico e agli scontri con gli avversari ne fanno un prototipo perfetto per il moderno ruolo di power forward. Ovečkin è considerato uno dei più forti marcatori della sua generazione e di tutta la storia dell'hockey (e secondo alcuni il più forte in assoluto), per l'enorme quantità di goal segnati e la costanza nell'andare a segno nel breve, medio e lungo periodo. In NHL ha raggiunto o superato otto volte i 50 goal, e non ha mai segnato meno di 24 goal in una singola stagione. Ha vinto nove volte il Maurice Richard Trophy, il premio al miglior goleador della lega, più di ogni altro giocatore e unico ad averlo vinto almeno tre volte, e nella stagione NHL 2007-2008 ha vinto anche l'Art Ross Trophy quale capocannoniere della lega per punti totali (65 goal e 47 assist, 112 punti).
Usa il suo tiro destro al volo per segnare grandi quantità di goal dal cerchio sinistro d'ingaggio, un'area della pista conosciuta come il suo "ufficio".
In tempi recenti è considerato come l'unico giocatore in grado di raggiungere e superare il record NHL di Wayne Gretzky, primo a 894 goal. L'evento storico accade il 6 aprile 2025 dove sigla il suo goal numero 895, curiosamente con lo stesso numero di partite necessarie (1487).

## Biografia

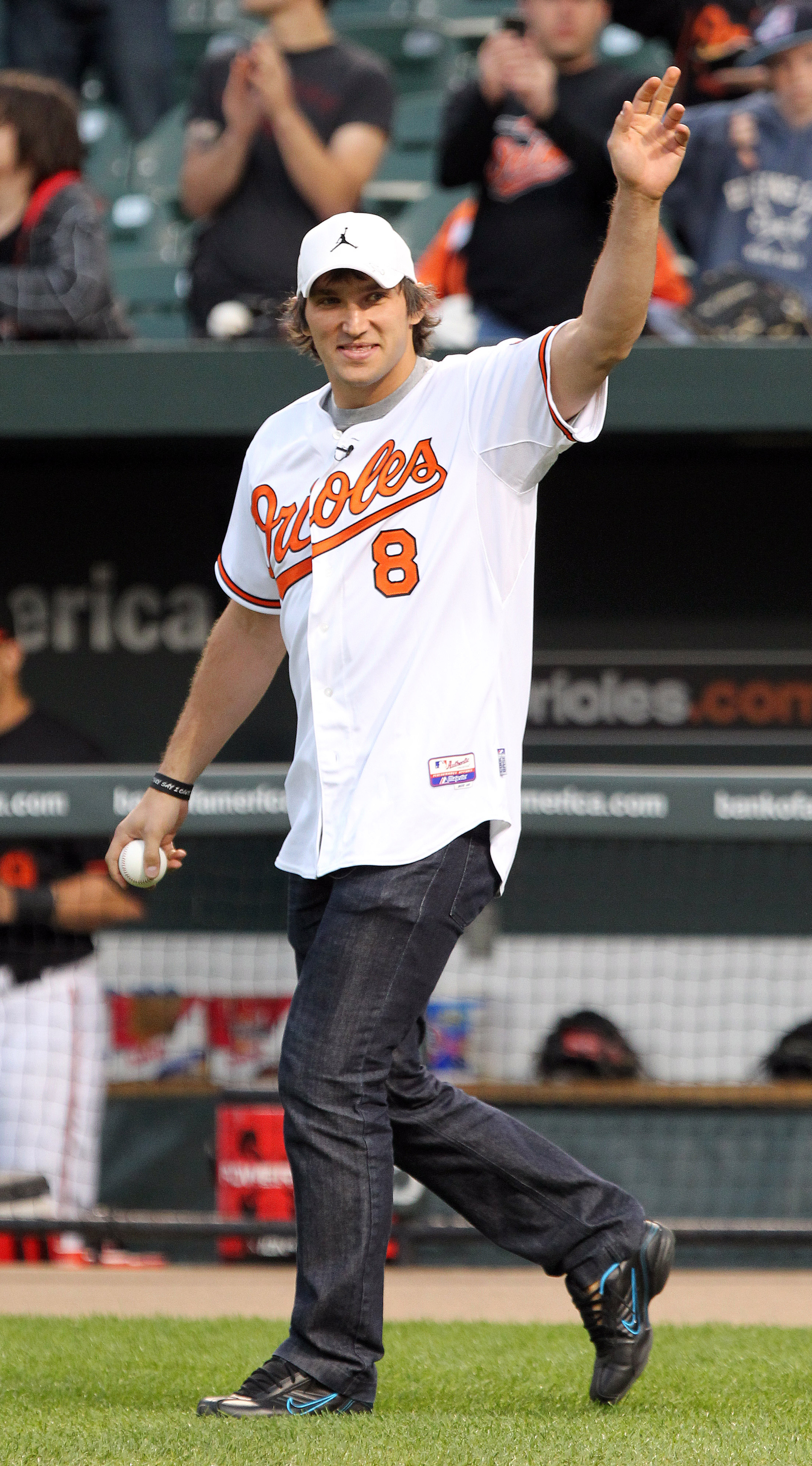
Ovečkin effettua il primo lancio in un match dei Baltimore Orioles presso l'Oriole Park il 16 settembre 2011.

Aleksandr Ovečkin fu il terzo figlio avuto da Michail Ovečkin, ex-giocatore professionista di calcio, e da Tat'jana Ovečkina, vincitrice di due medaglie d'oro olimpiche con la nazionale sovietica di pallacanestro nelle Olimpiadi di Montréal 1976 e di Mosca 1980. Nacque ultimo di tre fratelli, Sergej e Michail.
A soli due anni di età in un negozio di giocattoli Aleksandr Ovečkin si rifiutò di lasciare un bastone da hockey su ghiaccio che aveva preso in mano. In un'altra occasione, durante una trasmissione di una partita di hockey in televisione, Aleksandr lasciò i giocattoli con cui stava passando il tempo per guardare l'incontro, protestando qualora i genitori avessero deciso di cambiare canale. I genitori furono convinti del suo futuro da atleta quando scelse di salire le scale fino al loro appartamento posto al decimo piano piuttosto che prendere l'ascensore. Vista la predisposizione del figlio essi continuarono ad incoraggiarlo e lo avvicinarono alle due discipline già praticate in famiglia, portandolo presso i campi da calcio e da basket più vicini a casa.
Sergej, maggiore dei fratelli Ovečkin, fu il primo ad avvicinarlo alla pratica dell'hockey su ghiaccio e convinse Aleksandr ad iscriversi a una scuola di hockey all'età di 8 anni. Nonostante le attenzioni del fratello maggiore presto dovette smettere poiché i genitori non potevano accompagnarlo alla pista di allenamento; fu però uno degli allenatori a convincere i parenti del talento di Aleksandr, permettendogli così di continuare a frequentare il corso. Sergej morì soli due anni dopo a causa di un incidente automobilistico, motivo che spinse ancor di più il giovane Aleksandr a continuare la via agonistica nel mondo dell'hockey su ghiaccio. Il numero di gioco scelto da Ovečkin fu sempre l'8, lo stesso utilizzato dalla madre negli incontri internazionale con la selezione sovietica di pallacanestro.
Una volta giunto negli Stati Uniti si stabilì nell'area metropolitana di Washington, nel sobborgo di Arlington, in Virginia. Nel giugno del 2008, subito dopo aver vinto il primo Hart Memorial Trophy come MVP della NHL, Aleksandr Ovečkin fu omaggiato delle chiavi della città da parte del sindaco Adrian M. Fenty per essere stato il primo MVP di una squadra professionistica con sede nella capitale dopo l'unico caso di Joe Theismann, quarterback dei Washington Redskins capace di vincere il riconoscimento della NFL nel 1983.
Per anni si diffusero notizie su una presunta rivalità non solo sportiva ma anche fuori dal campo fra Ovečkin e l'attaccante dei Pittsburgh Penguins Evgenij Malkin, scelto alle spalle di Ovečkin nel Draft 2004. Nonostante avessero un buon rapporto di amicizia, come testimoniato dal fatto di essere stati compagni di stanza nel villaggio olimpico dei Giochi olimpici invernali 2006 di Torino, presto i rapporti fra i due si raffreddarono. Sebbene non si conosca la causa scatenante della rivalità fra i due, nell'agosto del 2007 Ovečkin avrebbe sferrato un pugno all'agente russo di Malkin, Gennadij Ušakov, presso un nightclub di Mosca. Ovečkin ha sempre negato la seguente versione dei fatti, confermata tuttavia da Malkin. L'evento più noto riguardante la presunta rivalità accadde il 21 gennaio 2008 durante una partita fra Capitals e Penguins giocata a Pittsburgh, quando Ovečkin cercò di effettuare una carica su Malkin dopo aver preso una lunga rincorsa; quest'ultimo riuscì ad evitare l'impatto appena in tempo, facendo terminare Ovečkin rovinosamente contro la balaustra. Nel giugno dello stesso anno i due evitarono di incrociarsi lo sguardo in occasione della cerimonia degli NHL Awards. Nonostante questi incidenti Ovečkin negò ripetutamente di avere conti in sospeso con Malkin. Nel corso dei mesi crebbero le preoccupazioni per le ripercussioni di questo scontro non solo nella NHL, ma anche all'interno della nazionale russa in vista delle imminenti Olimpiadi di Vancouver. Così come velocemente scoppiò il caso, allo stesso modo la rivalità fra i due giocatori sembrò sparire misteriosamente: infatti il 24 gennaio 2009 durante la SuperSkills Competition dell'All-Star Game Malkin aiutò proprio Ovečkin nel compiere il proprio numero. Nonostante la mancanza di una dichiarazione ufficiale al riguardo per molti tale evento sancì la conclusione definitiva della rivalità fra Malkin ed Ovečkin. Per mediare fra i due sarebbe stato decisivo l'intervento di un altro giocatore russo della NHL, l'allora attaccante e capitano degli Atlanta Thrashers Il'ja Koval'čuk, compagno di squadra in nazionale dei due giocatori.
Fu testimonial principale del gioco di simulazione di hockey NHL 2K10 della 2K Sports, così come del videogioco NHL 07 della EA Sports. Il 6 luglio 2009 Ovečkin fu nominato ambasciatore in occasione dei XXII Giochi olimpici invernali organizzati nella città russa di Soči. Alla fine del 2009 la rivista GQ classificò Ovečkin la 48ª persona più influente di Washington.
Nel novembre del 2011 ufficializzò sul proprio account di Twitter il fidanzamento con la tennista russa Marija Kirilenko.

## Carriera

### Club

#### Dinamo Mosca
Ovečkin esordì nella Superliga russa con la maglia della Dinamo Mosca all'età di 16 anni. Concluse la stagione 2001–02 con quattro punti ottenuti in 21 apparizioni. Nella stagione 2003-04 fu più giovane cannoniere della storia della propria squadra e vinse il premio come miglior ala sinistra del campionato russo. Prima di poter essere scelto al Draft NHL completò tre campionati, totalizzando 36 reti e 32 assist in 152 partite disputate.
Nell'estate del 2004 Ovečkin fu scelto in prima posizione assoluta al NHL Entry Draft 2004 da parte dei Washington Capitals. Era da quasi due anni che gli analisti lo indicavano come una futura prima scelta al draft, e ricevette pure alcuni paragoni con Mario Lemieux. Il suo nome era così ambito che i Florida Panthers cercarono di selezionarlo già in occasione del Draft 2003 al nono giro, sebbene il compleanno di Ovečkin fosse due giorni dopo rispetto al termine stabilito per poter selezionare il giocatore (15 settembre 1985). Rick Dudley, general manager dei Panthers, si oppose alla NHL dichiarando come la selezione fosse regolare, infatti considerando anche gli anni bisestili Aleksandr Ovečkin avrebbe avuto l'età minima per essere scelto.
Durante il lockout della NHL nella stagione 2004-05 Ovečkin rimase a Mosca presso la Dinamo per un'ulteriore stagione. Al termine dell'anno registrò 27 punti in 34 partite, pur dovendo saltare quasi due mesi di attività a causa di un infortunio alla spalla patito nella finale per la medaglia d'oro contro il Canada nel Mondiale Under-20 2005. Nel corso dei playoff aiutò la Dinamo a vincere la Superliga.
Lo spettro di un'ulteriore interruzione della NHL spinse Ovečkin a firmare un contratto con un'altra formazione russa, l'Avangard Omsk. Tuttavia, per essere richiamato dalla NHL alla fine del lockout, il contratto prevedette una clausola specifica per rescindere dall'accordo entro il 20 luglio 2005. Sebbene a quella data non fosse stato ancora sottoscritto il nuovo accordo collettivo della lega fra proprietari e giocatori, ("Collective bargaining agreement" o CBA), Ovečkin scelse comunque di svincolarsi e firmò il contratto con i Washington Capitals il 5 agosto 2005. L'accordo era valido per tre stagioni, di tipo entry-level, con lo stipendio massimo possibile per un rookie di 984.200 $ a stagione più eventuali bonus in base alle prestazioni fino ad un massimo di 3,9 milioni di dollari.

#### Washington Capitals

##### 2006-2008

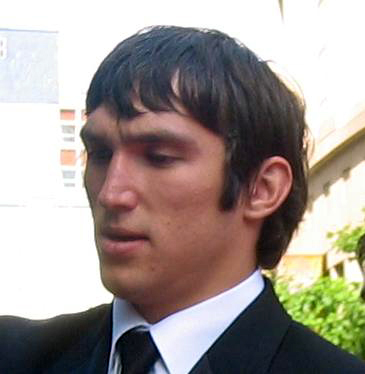
Ovečkin agli NHL Awards del 2006.

Due giorni dopo la firma del contratto il lockout terminò ufficialmente con l'approvazione del nuovo accordo collettivo. Ovečkin giocò la sua prima partita ufficiale con i Capitals il 5 ottobre 2005, segnando le sue prime due reti in Nordamerica nel successo per 3–2 contro i Columbus Blue Jackets. Il 13 gennaio 2006 ad Anaheim Ovečkin registrò il primo hat trick contro Jean-Sébastien Giguère, portiere dei Mighty Ducks of Anaheim, inclusa la rete decisiva segnata all'overtime. Tre giorni più tardi, il 16 gennaio, Aleksandr segnò una rete definita dal giornalista veterano Bill Clement come "una delle reti più grandi di sempre". Messo a terra dal difensore dei Phoenix Coyotes Paul Mara, mentre stava scivolando sulla sua schiena allontanandosi dalla porta, Ovečkin fu capace con il bastone di agganciare il paleo con una sola mano e di superare il portiere Brian Boucher per la seconda rete della serata. Il 1º febbraio Ovečkin fu nominato Rookie del mese di gennaio della NHL e miglior giocatore offensivo del mese, diventando il terzo giocatore nella storia della NHL a vincere entrambi i premi simultaneamente.
Ovečkin concluse la stagione 2005-06 al primo posto fra i rookie per numero di reti, punti, gol in power-play e tiri tentati. Nella classifica dei marcatori della NHL chiuse al terzo posto totale con 106 punti e al terzo posto a pari merito per numero di gol con 52 segnature. Con 425 tiri tentati chiuse al primo posto per quella stagione, segnò il nuovo record per gli esordienti e si posizionò al quarto posto nella storia della NHL. I punti ottenuti da Ovečkin lo portarono al secondo posto nella storia della franchigia, mentre il numero di gol eguagliò la terza posizione nella speciale classifica. Ricevette la nomination all'NHL First All-Star Team, il primo rookie a rientrare nella formazione ideale dopo 15 anni. Al termine del campionato Ovečkin fu premiato con il Calder Memorial Trophy, riservato al miglior rookie della lega.

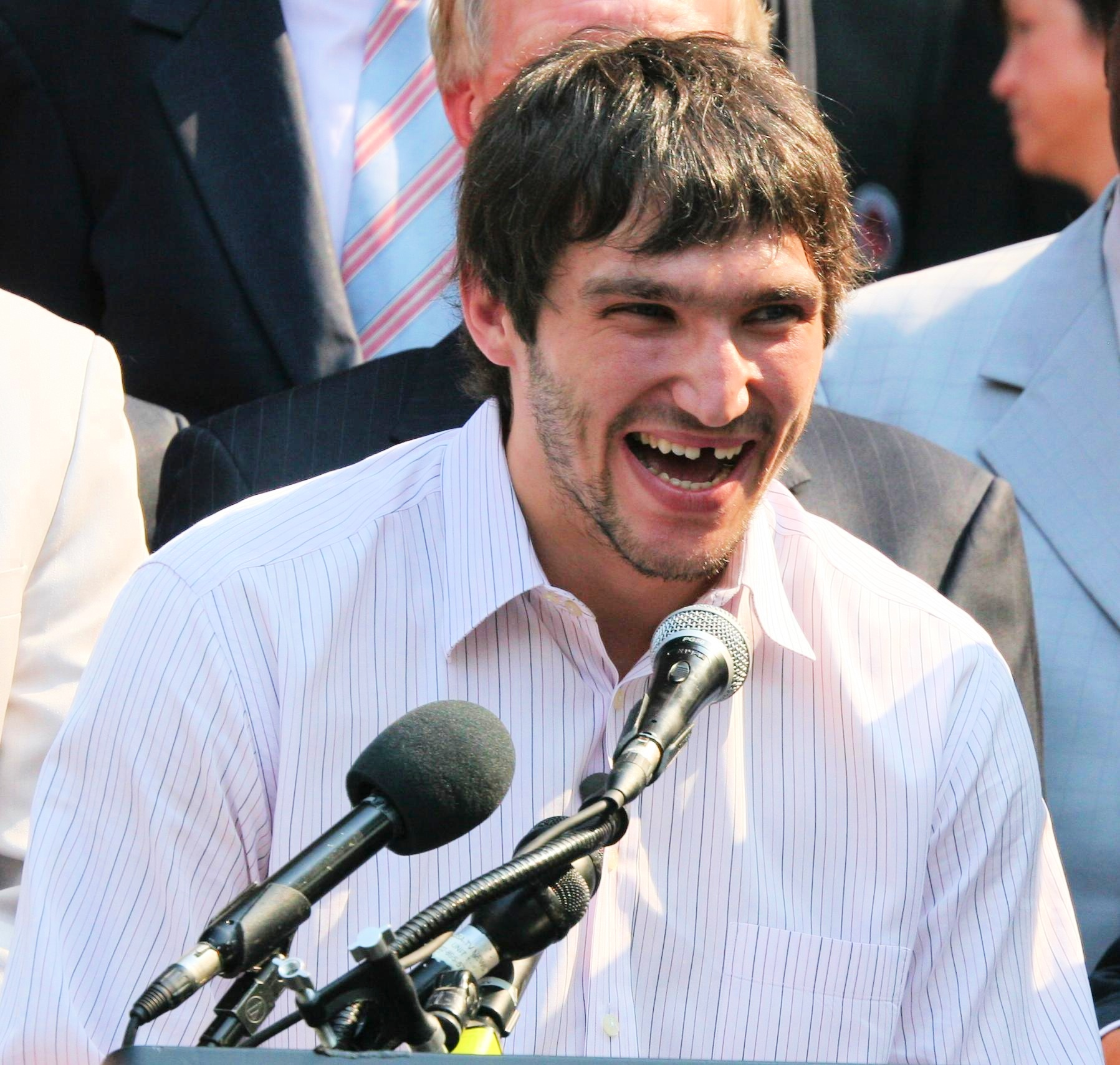
Ovečkin mentre riceve le chiavi della città.

Nel corso della stagione successiva Ovečkin partecipò al primo All-Star Game giocato a Dallas il 24 gennaio 2007. Concluse la seconda stagione in NHL con 46 reti e 92 punti totali.
Nel corso della stagione 2007-08, l'ultima con contratto entry-level, Ovečkin il 10 gennaio 2008 firmò un prolungamento di 13 anni dal valore complessivo di 124 milioni di dollari con i Capitals. Il contratto, pari a circa 9,5 milioni di dollari a stagione, lo rese il giocatore più pagato nella storia della NHL. Non avendo un agente Ovečkin negoziò di persona il contratto con il proprietario dei Capitals Ted Leonsis e con il manager George McPhee.
Il 3 marzo 2008 Ovečkin grazie alla quarta tripletta in NHL giunse a quota 52 reti in stagione regolare, superando il traguardo simbolico delle 50 reti per la seconda volta in carriera. Nello stesso mese, il 21 marzo, Ovečkin segnò la 59ª e la 60ª rete in stagione contro gli Atlanta Thrashers, diventando il primo giocatore nella NHL capace di segnare 60 reti nello stesso anno dai tempi di Mario Lemieux e di Jaromír Jágr nella stagione 1995-96, il diciannovesimo giocatore in assoluto. Quattro giorni più tardi, il 25 marzo, Ovečkin segnò la 61ª rete della stagione infrangendo il record della franchigia di reti in una singola stagione precedentemente detenuto da Dennis Maruk. Il 3 aprile 2008 infranse un altro record, detenuto da Luc Robitaille, per il maggior numero di reti segnate in stagione regolare da un'ala sinistra grazie ad una doppietta che portò il numero di reti ottenute a 65. Divenne inoltre il primo giocatore NHL a segnare almeno 40 reti in situazioni di parità numerica dai tempi di Pavel Bure nella stagione 1999-2000.
La stagione regolare si chiuse con 65 gol e 112 punti totali, sufficienti ad Ovečkin per conquistare sia l'Art Ross Trophy che il Maurice Richard Trophy. Fu inoltre la prima volta dopo 41 stagioni che il capocannoniere della NHL ricoprisse il ruolo di ala sinistra; l'ultimo a riuscirvi fu Bobby Hull con 97 punti nella stagione 1965-66.
Ovečkin aiutò i Capitals a prendere parte dopo diverse stagioni ai playoff della Stanley Cup, grazie anche al contributo di compagni come il russo Aleksandr Sëmin, il centro rookie svedese Nicklas Bäckström ed il difensore Mike Green. Al debutto nei playoff segnò la rete decisiva di Gara-1 a meno di cinque minuti dal termine del tempo regolamentare contro i Philadelphia Flyers. Nonostante l'eliminazione al termine di Gara-7 Ovečkin in sette incontri disputati fu capace di realizzare nove punti.

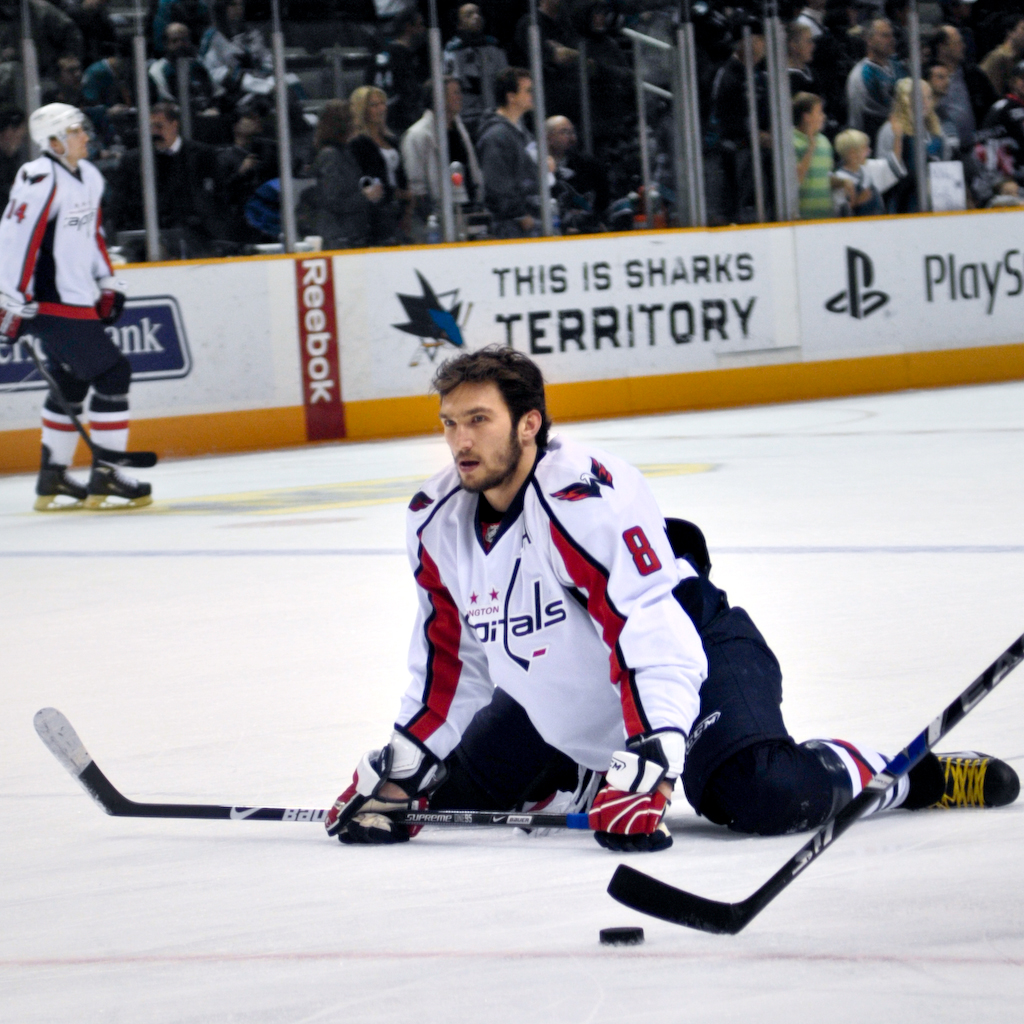
Ovečkin durante la stagione 2008-09.

Conclusa la stagione Ovečkin fu premiato con il Lester B. Pearson Award, premio assegnato al miglior giocatore secondo il parere della NHL Players' Association (NHLPA) e con l'Hart Memorial Trophy quale MVP della lega, divenendo il primo giocatore nella storia della NHL a vincere anche l'Art Ross ed il Rocket Richard Trophy. Ovečkin ricevette inoltre il terzo Charlamov Trophy consecutivo, premio assegnato in memoria della superstar sovietica Valerij Charlamov da parte della rivista Sovetsky Sport al miglior giocatore russo militante in NHL scelto dagli stessi russi impegnati nel campionato nordamericano.

##### 2008-2010
Nell'ottobre 2008, all'inizio della stagione 2008-09, Ovečkin ritornò in patria a Mosca per far visita al nonno ammalato, saltando quella che fino ad allora era soltanto la seconda partita in 3 stagioni, interrompendo una striscia consecutiva di presenze giunta a 203 partite. Il 5 febbraio 2009 Ovečkin segnò la rete numero 200 in NHL contro i Los Angeles Kings, divenendo il quarto giocatore nella storia della lega a raggiungere tale traguardo in sole quattro stagioni insieme a Wayne Gretzky, Mike Bossy e Mario Lemieux. Il 19 marzo segnò la cinquantesima rete in stagione, risultando il primo giocatore nella storia dei Washington Capitals a superare quota 50 gol per tre stagioni. Concluse la stagione con 56 reti all'attivo, riuscendo di nuovo a vincere il Rocket Richard Trophy, il terzo insieme a Jarome Iginla e Pavel Bure ad averlo vinto per più di una volta ed il secondo dopo Bure ad averlo vinto per due stagioni consecutive (2000 e 2001). Con 110 punti totali fu il secondo cannoniere della lega solo alle spalle del connazionale Evgenij Malkin, vincitore dell'Art Ross Trophy.
Ovečkin ed i Capitals si imposero nuovamente nella Southeast Division e superarono al primo turno i New York Rangers. Ovečkin mise a segno il primo hat-trick in carriera nei playoff il 4 maggio 2009 in Gara-2 contro i Pittsburgh Penguins, gara vinta da Washington per 4–3. I Capitals alla fine furono eliminati da Pittsburgh, futura vincitrice della Stanley Cup 2009, solo a Gara-7. Ovečkin terminò i playoff 2009 con il record personale di 21 punti in 14 partite giocate. Al termine della stagione vinse nuovamente l'Hart ed il Pearson Trophy, divenendo il diciassettesimo giocatore capace di vincere l'Hart Memorial Trophy più di una volta.
Poco dopo un mese dell'inizio della stagione 2009-10 Ovečkin fu costretto ad uscire dal campo dopo un infortunio alla parte superiore del busto contro i Blue Jackets, in seguito ad una collisione con l'attaccante avversario Raffi Torres. Una volta ristabilito il 1º dicembre Ovečkin fu sospeso dalla NHL per un totale di due partite a causa di una ginocchiata con la quale colpì il difensore dei Carolina Hurricanes Tim Gleason. Aleksandr Ovečkin in quell'occasione fu punito con una penalità maggiore da cinque minuti e una partita di sospensione. In quella circostanza l'allenatore dei Capitals Bruce Boudreau commentò che il gioco di Ovečkin talvolta poteva rivelarsi imprudente. Tale sospensione fu la prima nella carriera di Ovečkin, e gli costò una decurtazione dello stipendio pari a 98.844,16 dollari.
Il 5 gennaio 2010 Ovečkin fu nominato nuovo capitano dei Washington Capitals dopo che il precedente capitano Chris Clark fu scambiato ai Columbus Blue Jackets. Diventò il primo europeo, il secondo più giovane ed il quattordicesimo giocatore in assoluto a ricoprire il ruolo di capitano nella storia della franchigia.

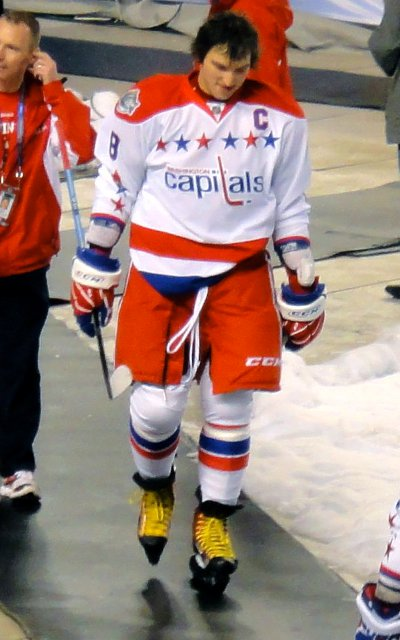
Ovečkin in occasione dell'NHL Winter Classic 2011.

Il 5 febbraio 2010, in una partita contro i New York Rangers, Ovečkin, grazie alla sua seconda rete e terzo punto della partita superò il traguardo dei 500 punti in carriera in National Hockey League. Fu il quinto giocatore a riuscirvi in sole cinque stagioni, ottenendo tale risultato dopo sole 373 partite disputate.
Il 14 marzo 2010, in occasione di una partita contro i Chicago Blackhawks presso lo United Center, Ovečkin colpì violentemente il difensore Brian Campbell contro il bordo della pista dopo che Campbell aveva scagliato il puck oltre la linea blu. Ovečkin fu punito con una penalità a causa della carica alla balaustra, oltre ad una penalità di partita per condotta antisportiva, e fu sospeso per le due partite successive, punizione automatica in caso di tre o più penalità antisportive nel corso della stessa stagione. Campbell patì dopo lo scontro una frattura alla clavicola e un'altra ad una costola, e fu costretto a saltare i due successivi mesi di gioco.
Ovečkin al termine della stagione 2009-2010 vinse nuovamente il Ted Lindsay Award, divenendo il secondo giocatore in assoluto ad aver vinto il trofeo per tre anni consecutivi. Nello stesso anno sorpassò il traguardo raggiunto dal portiere dei Montreal Canadiens e membro della Hall of Fame Bill Durnan a metà degli anni 1940 e diventò il primo giocatore della storia NHL ad essere incluso per le prime cinque stagioni consecutive di attività nel quintetto ideale del First All-Star Team.

##### Dal 2010
Nel giorno di Capodanno del 2011 Ovečkin e i suoi Capitals presero parte alla quarta edizione dell'NHL Winter Classic, opposti ai Pittsburgh Penguins del capitano Sidney Crosby. Nonostante Ovečkin non riuscì a mettere a referto alcun punto i Capitals si imposero in trasferta all'Heinz Field con il punteggio di 3-1. L'8 marzo 2011, in occasione di una vittoria per 5-0 contro gli Edmonton Oilers, Ovečkin guadagnò il seicentesimo punto in carriera, mentre il 5 aprile seguente segnò la rete numero 300, diventando il sesto giocatore più giovane ed il settimo più veloce ad oltrepassare tale traguardo.
Il 23 gennaio 2012 Ovečkin ricevette un'altra partita di squalifica a causa dello scontro irregolare con il giocatore Zbyněk Michálek dei Pittsburgh Penguins. Il giorno seguente annunciò pubblicamente che a causa della squalifica non avrebbe preso parte all'All-Star Game in programma in quei giorni. Nel corso delle ultime due stagioni le statistiche di Ovečkin segnarono un leggero calo, pur rimanendo costantemente nella Top-10 dei miglior attaccanti della NHL: agli 85 punti ottenuti nella stagione 2010-11, valsi il settimo posto in classifica, seguirono i 38 gol ed il quinto posto nella NHL nella speciale classifica delle reti segnate nella stagione 2011-12.
A causa del lockout della NHL Ovečkin decise di ritornare in Russia per disputare la stagione 2012-2013 con la maglia dell'OHK Dinamo, la squadra con cui era cresciuto. In seguito ai risultati positivi ottenuti nella prima metà di stagione fu inserito del quintetto della Western Conference per l'All-Star Game della lega.
Ritornato in NHL Ovečkin con i Capitals ebbe un inizio di stagione molto difficile, lontano dalla qualificazione ai playoff, tuttavia dal mese di marzo ritrovò la rete con continuità, arrivando nel mese successivo a 29 punti in 17 gare giocate; nel frattempo i Capitals conquistarono un altro titolo di Division. Alla fine della stagione regolare fu il primo giocatore a vincere per tre volte il Maurice Richard Trophy. In occasione della consegna dei premi per la stagione 2012-2013 Ovečkin ricevette per la terza volta in carriera l'Hart Memorial Trophy. Fu inserito sia nel First-All Star Team nel ruolo di ala destra, tuttavia ricevette abbastanza voti da entrare anche nel Second-All Star Team nel suo ruolo originario di ala sinistra.
Il 7 giugno 2018 Ovečkin vinse la Stanley Cup con i Capitals.
Il 6 aprile 2025 Ovechkin segnò un power-play goal al portiere Ilya Sorokin dei New York Islanders nel secondo periodo, battendo il record NHL di Wayne Gretzky per goal segnati in carriera.

### Nazionale

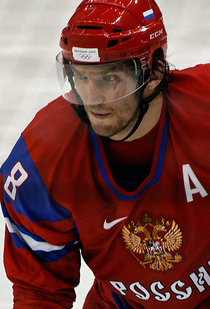
Aleksandr Ovečkin impegnato contro la nel 2010.

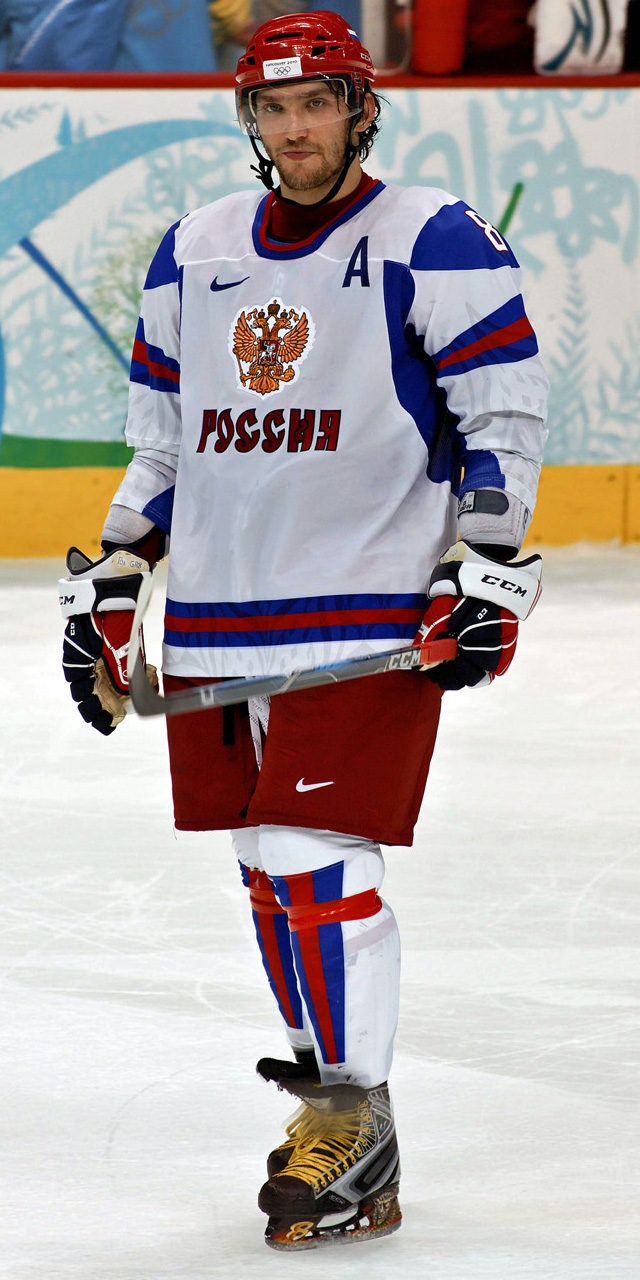
Ovečkin con la maglia della Russia durante la partita contro la a Vancouver 2010.

Nel 2002 Ovečkin all'età di 16 anni fece il debutto assoluto con la nazionale Under-18 in occasione del Campionato mondiale svoltosi in Slovacchia. Oltre alla medaglia d'argento Ovečkin vinse il titolo di capocannoniere con 18 punti e fu inserito nell'All-Star Team. Nell'inverno dello stesso annò esordì con la selezione Under-20 nel Mondiale 2003 giocato in Canada. In quell'occasione riuscì ad ottenere il titolo mondiale grazie al successo della Russia per 3-2 sul Canada.
Nel 2003 Ovečkin giocò nuovamente i campionati mondiali Under-18 e Under-20, conquistando rispettivamente il terzo ed il quinto posto finali. A livello personale conquistò il premio di miglior attaccante nel torneo U18 e di miglior marcatore in quello U20.
Nel 2004 il selezionatore russo Viktor Tichonov decise di farlo esordire nella nazionale maggiore in occasione della Česká Pojišťovna Cup, tappa dell'Euro Hockey Tour. Ovečkin diventò così il giocatore più giovane ad aver mai esordito nella nazionale russa e il più giovane marcatore. Concluse le quattro tappe del trofeo continentale con 6 punti in 8 gare. Nell'estate del 2004, dopo aver esordito ai mondiali di Gruppo A, Ovečkin a soli 19 anni di età fu il più giovane fra i partecipanti alla World Cup of Hockey 2004, riuscendo a raccogliere in 2 presenze una rete ed un assist.
Nell'inverno del 2004 Ovečkin fu nominato capitano della Russia ai mondiali U20 2005. Al termine del torneo collezionò ben 7 reti, mentre la squadra vinse la medaglia d'argento alle spalle del Canada, vittorioso in finale per 6-1. Ovečkin, nonostante un infortunio che lo costrinse a saltare la finale, vinse comunque il premio come miglior attaccante e fu inserito nell'All-Star Team della competizione. Nella primavera del 2005 Ovečkin conquistò la prima medaglia ai Campionati mondiali disputati in Austria, grazie al terzo posto ottenuto contro la Svezia.

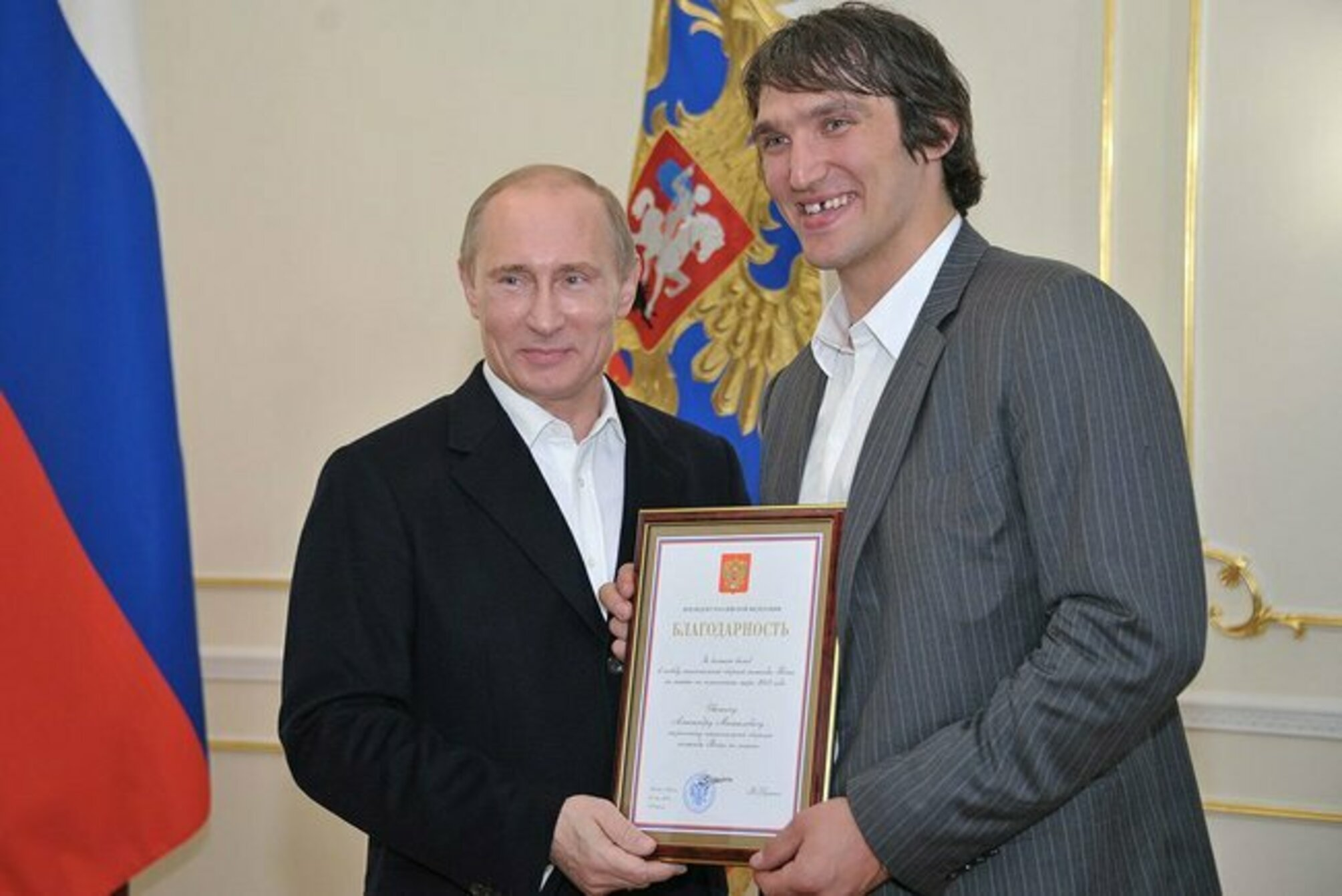
Ovečkin ricevuto al Cremlino dopo aver vinto i mondiali 2012.

Nel 2006 Ovečkin fece il proprio esordio ai Giochi olimpici invernali svoltisi a Torino. Nonostante la mancata conquista di una medaglia, il torneo per Ovečkin fu comunque positivo grazie alle 5 reti segnate, inclusa una con la quale eliminò ai quarti di finale i rivali del Canada, superando il portiere Martin Brodeur. Durante i mondiali 2006 Ovečkin segnò 6 reti e fornì 3 assist per un totale di 9 punti in 7 partite, prima dell'eliminazione della Russia da parte della Repubblica Ceca per 4-3 ai quarti di finale. Per i suoi sforzi Ovečkin fu comunque inserito nel sestetto di giocatori del Media All-Star Team. Nel 2007 invece la nazionale russa, padrona di casa, conquistò una medaglia di bronzo.
In occasione dei mondiali 2008, organizzati in Canada, Ovečkin aiutò la Russia a vincere la medaglia d'oro superando proprio i padroni di casa all'overtime con rete decisiva di Koval'čuk. Ovečkin totalizzò 12 punti frutto di 6 reti e 6 assist in 9 partite. Al quinto mondiale consecutivo disputato fu nuovamente selezionato nel Media All-Star Team.
Ai Giochi olimpici del 2010, organizzati a Vancouver, Ovečkin e la nazionale della Russia venivano dati fra i favoriti alla medaglia d'oro. Nonostante ciò ai quarti di finale il Team Canada li sconfisse per 7-3. Ovečkin concluse la rassegna olimpica con 2 reti e 2 assist in 4 partite disputate.
Dopo essere stato eliminato al primo turno dei playoff NHL Ovečkin prese parte ai mondiali 2010 insieme ad altre stelle come Malkin, Dacjuk e Koval'čuk. Nonostante godessero dei favori del pronostico a sorpresa i russi furono sconfitti in finale dalla Repubblica Ceca.
Ovečkin si unì alla selezione russa nel corso dei mondiali 2011 in Slovacchia dopo l'eliminazione dei Capitals nei playoff NHL. Nonostante le 5 partite disputate non fu in grado mi mettere a referto alcun punto, interrompendo così la striscia di sei campionati del mondo con almeno un punto conquistato. La Russia concluse la rassegna al quarto posto finale.
Dopo essere stato eliminato dai playoff NHL Ovečkin fu invitato insieme al compagno di squadra Sëmin al mondiale del 2012, dove conquistò il secondo titolo mondiale personale. Ovečkin disputò le ultime tre partite del torneo, contribuendo al successo con due reti e due assist. Giocò un incontro anche nella rassegna del 2013, totalizzando una rete e un assist.

## Statistiche

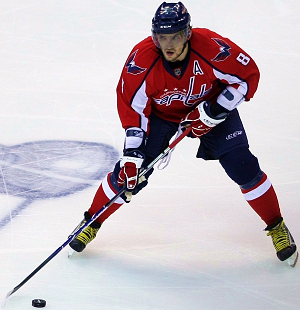
Ovečkin con i Capitals nella stagione 2008-09.

### Club
Statistiche aggiornate al 7 aprile 2025.
| Stagione                             | Squadra                              | Comp                                 |      | Stagione regolare | Stagione regolare | Stagione regolare | Stagione regolare | Stagione regolare |    | Playoff | Playoff | Playoff | Playoff | Playoff |
| Stagione                             | Squadra                              | Comp                                 | PG   | G                 | A                 | Pt                | PIM               | PG                | G  | A       | Pt      | PIM     |         |         |
| 2001-2002                            | Dinamo Mosca                         | RSL                                  | 21   | 2                 | 2                 | 4                 | 4                 | 3                 | 0  | 0       | 0       | 0       |         |         |
| 2002-2003                            | Dinamo Mosca                         | RSL                                  | 40   | 8                 | 7                 | 15                | 28                | 5                 | 0  | 0       | 0       | 2       |         |         |
| 2003-2004                            | Dinamo Mosca                         | RSL                                  | 53   | 13                | 11                | 24                | 40                | 3                 | 0  | 0       | 0       | 2       |         |         |
| 2004-2005                            | Dinamo Mosca                         | RSL                                  | 37   | 13                | 13                | 26                | 32                | 10                | 2  | 4       | 6       | 31      |         |         |
| Totale Dinamo Mosca                  | Totale Dinamo Mosca                  | Totale Dinamo Mosca                  | 151  | 36                | 33                | 69                | 104               | 21                | 2  | 4       | 6       | 35      |         |         |
| Totale RSL                           |                                      |                                      | 151  | 36                | 33                | 69                | 104               | 21                | 2  | 4       | 6       | 35      |         |         |
| 2005-2006                            | Washington Capitals                  | NHL                                  | 81   | 52                | 54                | 106               | 52                | -                 | -  | -       | -       | -       |         |         |
| 2006-2007                            | Washington Capitals                  | NHL                                  | 82   | 46                | 46                | 92                | 52                | -                 | -  | -       | -       | -       |         |         |
| 2007-2008                            | Washington Capitals                  | NHL                                  | 82   | 65                | 47                | 112               | 40                | 7                 | 4  | 5       | 9       | 0       |         |         |
| 2008-2009                            | Washington Capitals                  | NHL                                  | 79   | 56                | 54                | 110               | 72                | 14                | 11 | 10      | 21      | 8       |         |         |
| 2009-2010                            | Washington Capitals                  | NHL                                  | 72   | 50                | 59                | 109               | 89                | 7                 | 5  | 5       | 10      | 0       |         |         |
| 2010-2011                            | Washington Capitals                  | NHL                                  | 79   | 32                | 53                | 85                | 41                | 9                 | 5  | 5       | 10      | 10      |         |         |
| 2011-2012                            | Washington Capitals                  | NHL                                  | 78   | 38                | 27                | 65                | 26                | 14                | 5  | 4       | 9       | 8       |         |         |
| Totale Washington Capitals 2005-2012 | Totale Washington Capitals 2005-2012 | Totale Washington Capitals 2005-2012 | 553  | 339               | 340               | 679               | 372               | 51                | 30 | 29      | 59      | 26      |         |         |
| 2012-2013                            | OHK Dinamo                           | KHL                                  | 31   | 19                | 21                | 40                | 14                | -                 | -  | -       | -       | -       |         |         |
| Totale OHK Dinamo                    | Totale OHK Dinamo                    | Totale OHK Dinamo                    | 31   | 19                | 21                | 40                | 14                |                   |    |         |         |         |         |         |
| Totale KHL                           |                                      |                                      | 31   | 19                | 21                | 40                | 14                |                   |    |         |         |         |         |         |
| 2012-2013                            | Washington Capitals                  | NHL                                  | 48   | 32                | 24                | 56                | 36                | 7                 | 1  | 1       | 2       | 4       |         |         |
| 2013-2014                            | Washington Capitals                  | NHL                                  | 78   | 51                | 28                | 79                | 48                | -                 | -  | -       | -       | -       |         |         |
| 2014-2015                            | Washington Capitals                  | NHL                                  | 81   | 53                | 28                | 81                | 58                | 14                | 5  | 4       | 9       | 6       |         |         |
| 2015-2016                            | Washington Capitals                  | NHL                                  | 79   | 50                | 21                | 71                | 53                | 12                | 5  | 7       | 12      | 2       |         |         |
| 2016-2017                            | Washington Capitals                  | NHL                                  | 82   | 33                | 36                | 69                | 50                | 13                | 5  | 3       | 8       | 8       |         |         |
| 2017-2018                            | Washington Capitals                  | NHL                                  | 82   | 49                | 38                | 87                | 32                | 24                | 15 | 12      | 27      | 8       |         |         |
| 2018-2019                            | Washington Capitals                  | NHL                                  | 81   | 51                | 38                | 89                | 40                | 7                 | 4  | 5       | 9       | 19      |         |         |
| 2019-2020                            | Washington Capitals                  | NHL                                  | 68   | 48                | 19                | 67                | 30                | 8                 | 4  | 1       | 5       | 2       |         |         |
| 2020-2021                            | Washington Capitals                  | NHL                                  | 45   | 24                | 18                | 42                | 12                | 5                 | 2  | 2       | 4       | 2       |         |         |
| 2021-2022                            | Washington Capitals                  | NHL                                  | 77   | 50                | 40                | 90                | 18                | 6                 | 1  | 5       | 6       | 0       |         |         |
| 2022-2023                            | Washington Capitals                  | NHL                                  | 73   | 42                | 33                | 75                | 48                | -                 | -  | -       | -       | -       |         |         |
| 2023-2024                            | Washington Capitals                  | NHL                                  | 79   | 31                | 34                | 65                | 20                | 4                 | 0  | 0       | 0       | 0       |         |         |
| 2024-2025                            | Washington Capitals                  | NHL                                  | 61   | 42                | 27                | 69                | 14                | 10                | 5  | 1       | 6       | 6       |         |         |
| Totale Washington Capitals 2012-oggi | Totale Washington Capitals 2012-oggi | Totale Washington Capitals 2012-oggi | 934  | 556               | 384               | 940               | 459               | 110               | 47 | 41      | 88      | 57      |         |         |
| Totale NHL                           | Totale NHL                           | Totale NHL                           | 1487 | 895               | 724               | 1619              | 731               | 161               | 77 | 70      | 147     | 83      |         |         |
|                                      |                                      |                                      |      |                   |                   |                   |                   |                   |    |         |         |         |         |         |
| Totale carriera                      | Totale carriera                      | Totale carriera                      |      | 1669              | 950               | 778               | 1728              | 949               |    | 182     | 79      | 74      | 153     | 118     |

### Nazionale
| Stagione        | Squadra         | Competizione    |    | Risultati | Risultati | Risultati | Risultati | Risultati |
| Stagione        | Squadra         | Competizione    | PG | G         | A         | Pt        | PIM       |           |
| 2002            | Russia U-18     | Mondiale U-18   | 8  | 14        | 4         | 18        | 0         |           |
| 2002-2003       | Russia U-20     | Mondiale U-20   | 6  | 6         | 1         | 7         | 10        |           |
| 2003            | Russia U-18     | Mondiale U-18   | 6  | 9         | 4         | 13        | 6         |           |
| 2003-2004       | Russia U-20     | Mondiale U-20   | 6  | 5         | 2         | 7         | 25        |           |
| 2003-2004       | Russia          | EHT             | 8  | 4         | 2         | 6         | 0         |           |
| 2004            | Russia          | Mondiale        | 6  | 1         | 1         | 2         | 0         |           |
| 2004            | Russia          | World Cup       | 2  | 1         | 0         | 1         | 0         |           |
| 2004-2005       | Russia U-20     | Mondiale U-20   | 6  | 7         | 4         | 11        | 4         |           |
| 2004-2005       | Russia          | EHT             | 5  | 2         | 3         | 5         | 4         |           |
| 2005            | Russia          | Mondiale        | 8  | 5         | 3         | 8         | 4         |           |
| 2005-2006       | Russia          | EHT             | 1  | 0         | 1         | 1         | 0         |           |
| 2006            | Russia          | Olimpiadi       | 8  | 5         | 0         | 5         | 8         |           |
| 2006            | Russia          | Mondiale        | 7  | 6         | 3         | 9         | 6         |           |
| 2007            | Russia          | Mondiale        | 8  | 1         | 2         | 3         | 29        |           |
| 2008            | Russia          | Mondiale        | 9  | 6         | 6         | 12        | 8         |           |
| 2010            | Russia          | Olimpiadi       | 4  | 2         | 2         | 4         | 2         |           |
| 2010            | Russia          | Mondiale        | 9  | 5         | 1         | 6         | 4         |           |
| 2011            | Russia          | Mondiale        | 5  | 0         | 0         | 0         | 4         |           |
| 2012            | Russia          | Mondiale        | 3  | 2         | 2         | 4         | 2         |           |
| 2013            | Russia          | Mondiale        | 1  | 1         | 1         | 2         | 0         |           |
| 2014            | Russia          | Olimpiadi       | 5  | 1         | 1         | 2         | 0         |           |
|                 |                 |                 |    |           |           |           |           |           |
| Totale carriera | Totale carriera | Totale carriera |    | 121       | 83        | 43        | 126       | 116       |

## Palmarès

### Club
- Superliga: 1

Dinamo Mosca: 2004-2005
- Stanley Cup: 1

Washington Capitals: 2017-2018

### Nazionale
- Campionato mondiale di hockey su ghiaccio: 3

Canada 2008, Finlandia-Svezia 2012, Bielorussia 2014
- Campionato mondiale di hockey su ghiaccio Under-20: 1

Canada 2003

### Individuale
- Art Ross Trophy: 1

2007-2008
- Calder Memorial Trophy: 1

2005-2006
- Hart Memorial Trophy: 3

2007-2008, 2008-2009, 2012-2013
- Maurice Richard Trophy: 6

2007-2008, 2008-2009, 2012-2013, 2013-2014, 2014-2015, 2015-2016
- Ted Lindsay Award: 3

2007-2008, 2008-2009, 2009-2010
- NHL First All-Star Team: 7

2005-2006, 2006-2007, 2007-2008, 2008-2009, 2009-2010, 2012-2013, 2014-2015
- NHL Second All-Star Team: 4

2010-2011, 2012-2013, 2013-2014, 2015-2016
- NHL All-Rookie Team: 1

2005-2006
- NHL All-Star Game: 6

2007, 2008, 2009, 2011, 2012, 2015
- Campionato mondiale di hockey su ghiaccio All-Star Team: 2

Lettonia 2006, Canada 2008
- Campionato mondiale di hockey su ghiaccio Top 3 Player on Team: 1

Canada 2008
- Miglior attaccante del Campionato mondiale di hockey su ghiaccio Under-20: 1

Stati Uniti 2005
- Maggior numero di gol al Campionato mondiale di hockey su ghiaccio Under-20: 2

Canada 2003 (6 gol), Stati Uniti 2005 (7 gol)
- Campionato mondiale di hockey su ghiaccio Under-18 All-Star Team: 2

Slovacchia 2002, Russia 2003
- Miglior attaccante del Campionato mondiale di hockey su ghiaccio Under-18: 1

Russia 2003
- Miglior rapporto +/- del Campionato mondiale U18: 2

Slovacchia 2002 (+14 punti), Russia 2003 (+13 punti)
- Maggior numero di gol al Campionato mondiale di hockey su ghiaccio Under-18: 2

Slovacchia 2002 (14 gol), Russia 2003 (9 gol)
- Capocannoniere del Campionato mondiale di hockey su ghiaccio Under-18: 1

Slovacchia 2002 (18 punti)